# Benedikt v Slovenskih goricah
Benedikt v Slovenskih goricah (Duits: Sankt Benedikt) is een plaats in Slovenië en maakt deel uit van de gemeente Benedikt in de NUTS-3-regio Podravska. De plaats telde 1.120 inwoners op 1 januari 2020.